# Faudoas
Faudoas là một town và commune in the Tarn-et-Garonne département Pháp, in the Midi-Pyrénées région.